# Coral Bay (Ilhas Virgens Americanas)
Coral Bay é uma cidade e um subdistrito na ilha de Saint John, nas Ilhas Virgens dos Estados Unidos. Ele está localizado no lado sudeste da ilha. Foi o centro comercial da ilha no século 19 como o local da maior plantação, mas a partir da década de 1950 a população diminuiu quando o lado da Baía de Cruz da ilha, com seu aeroporto e serviço de balsa para St. Thomas, tornou-se a porta de entrada para o Parque Nacional das Ilhas Virgens. Hoje Coral Bay é uma pequena comunidade próspera com pequenos restaurantes ao ar livre, mercearias, empresas e serviços de turismo.
Atualmente possui um pouco mais de 600 pessoas morando na cidade de acordo com o Censo de 2020 e cerca de 4,7 quilômetros quadrados de área.